# 高晨
高晨（1992年8月11日—），辽宁大连人，中国足球运动员。她曾代表中国国家女子足球队参加2016年夏季奥运会女子足球比赛。目前效力于长春女足。